# MTV Hip Hop Awards 2012
Gli MTV Hip Hop Awards 2012 sono stati trasmessi da Milano, Italia il 12 dicembre 2012 in diretta dall'Alcatraz. Questa è la prima ed unica edizione degli MTV Hip Hop Awards ed è stata condotta dalla cantante Nina Zilli.

## Esibizioni e ospiti

### Esibizioni
La lista delle esibizioni sono in ordine di apparizione sul palco.
- Nina Zilli — 50mila
- Marracash — King del rap
- Club Dogo e Giuliano Palma — P.E.S.
- Emis Killa — Parole di ghiaccio
- Ensi e Samuel — Oro e argento
- Max Pezzali e Dargen D'Amico — Hanno ucciso l'Uomo Ragno
- Max Pezzali e Two Fingerz — 6/1/sfigato 2012
- J-Ax — Immorale
- Fedez — Faccio brutto
- Big Fish e Morgan — Io faccio

### Ospiti e sketch
La lista degli ospiti sono in ordine di apparizione sul palco.
- Omar Fantini — presentazione premio Song of the Year
- Melissa Satta — presentazione premio Song of the Year
- Ubaldo Pantani — presentazione premio Best Freestyler
- Virginia Raffaele — presentazione premio Best Freestyler
- Marco Materazzi — presentazione premio Best Crossover
- Caterina Guzzanti — presentazione premio Best New Artist
- Carlotta Ferlito — sketch sul programma Ginnaste - Vite parallele
- Elisabetta Preziosa — sketch sul programma Ginnaste - Vite parallele
- Nicola Bartolini — sketch sul programma Ginnaste - Vite parallele
- Fabrizio Biggio — sketch sul programma I soliti idioti
- Francesco Mandelli — sketch sul programma I soliti idioti
- Max Pezzali — presentazione premio MTV Rap Icon
- Miriam Leone — presentazione premio Album of the Year
- Fabio Caressa — presentazione premio Album of the Year
- Vittorio Brumotti — presentazione premio Best Collaboration
- Cristiano Militello — presentazione premio Best Collaboration
- Alessia Ventura — presentazione premio Video of the Year
- Giorgio Pasotti — presentazione premio Video of the Year
- Power Francers — presentazione premio Best Dance Crew
- Simone Rugiati — presentazione premio Best Artist
- Carlo Lucarelli — presentazione premio Best Artist

## Categorie
Le candidature sono state presentate sul sito di MTV Italia il 13 ottobre 2012. I vincitori delle categorie sono riportati in grassetto.

### Best Artist
- Club Dogo
- Emis Killa
- Fabri Fibra
- J-Ax
- Marracash

### Best New Artist
- Emis Killa
- Entics
- Fedez
- Ghemon
- Salmo

### Album of the Year
- Club Dogo—Noi siamo il club
- Emis Killa—L'erba cattiva
- Marracash—King del rap
- Salmo—Death USB
- Two Fingerz—Mouse Music

### Song of the Year
- Club Dogo—P.E.S. (feat. Giuliano Palma)
- Emis Killa, Club Dogo, J-Ax & Marracash—Se il mondo fosse
- Ensi—Numero uno
- Fedez—Faccio brutto
- Marracash—Sabbie mobili

### Video of the Year
- Emis Killa—Parole di ghiaccio
- Ensi—Numero uno
- Fedez—Faccio brutto
- Mondo Marcio—Senza cuore
- Rapstar (Fabri Fibra & Clementino)—La luce

### Best Live
- Club Dogo
- Emis Killa
- Fedez
- J-Ax
- Marracash

### Best Freestyler
- Clementino
- Ensi
- Kiave
- Nitro
- Rancore

### Best Crossover
- Entics
- Nesli
- Power Francers
- Salmo
- Two Fingerz

### Best Collaboration
- Big Fish & Caparezza — Solo col mic
- Emis Killa, Club Dogo, J-Ax & Marracash — Rap X L'Emilia
- Fabri Fibra & Clementino — Rapstar
- Fabri Fibra & Crookers — L'italiano balla
- Max Pezzali & 883 — Hanno ucciso l'Uomo Ragno 2012

### Vodafone Square Italian Best Dance Crew
- Bandits
- De Klan
- Double Struggle
- Heroes
- Klandeskillz
- Renegade Master
- The Mnai's
- Yessai Squad

### MTV Rap Icon
- J-Ax